# المنفي
المنفي هي لعبة فيديو أكشن ومغامرة مأخوذة من فيلم رسوم متحركة يحمل نفس الاسم وتم إصدارها في عام 2006 بواسطة ألعاب مونكي بار لـ جيم كيوب وبلاي ستيشن 2 وجيم بوي أدفانس ونينتيندو دي أس. تم إصداره في اليابان من أجل نينتيندو دي أس باعتباره المجلد 17 من السلسلة البسيطة.

## نظام اللعب
تتعمد لعبة المنفي على طريقة اللعب التقليدية، حيث يتحكم اللاعب في الشخصية الرئيسية في الفيلم ويوجهها عبر البيئات المليئة بالمخاطر. البيئات والاعداء، التي يجب على اللاعب تخطيها، مأخوذة من الفيلم، بالرغم من ذلك هناك بعض المناطق والشخصيات التي لم تظهر في الفيلم. تتضمن اللعبة تسلسلات من الألعاب الصغيرة تتضمن إطلاق النار على الأعداء باستخدام برج نيران كرة الجولف، والسيطرة على قارب في تسلسل مطاردة. وتتضمن أيضًا بعض الألعاب المصغرة متعددة اللاعبين، استنادًا إلى ميكانيكا الألغاز وإطلاق النار. 

## الحبكة
تختلف اللعبة كثيرًا عن الفيلم، حيث يعيش رودريك سانت جيمس في شقة، في كنسينغتون، مع أصحابه، حتى يذهبوا لقضاء عطلة. ساعد كل من جيلبرت وسوليفان، اللذان لم يظهرا في الفيلم، رودي على الخروج من مسار العقبات ومهاراته في المبارزة. وبينما يستكشفون المزيد، يسمعون انفجارًا قادمًا من المطبخ. وجدوا أن سيد داهم المطبخ ويخطط للبقاء. يخطط رودري للتخلص من سد، لكن سرعان ما ترتد فكرته عكسياً عندما يقوم سد بإسقاطه في المرحاض، معتقدًا أنه فخ. بمجرد أن ينتهي المطاف برودي في عالم آخر «راتروبوليس»، يصطدم رودري بسوكيتسيت، الذي يكلفه بمهمته الأولى: جمع وعاء من الذباب.
في هذه الأثناء، تتسلل `` ريتا '' إلى مخبأ الضفادع، وتلتقط الياقوت، وبعد هروبها من سبايك ووايتي، هربت على الجيمي دودجر (قطعة من الكعك تستخدمها ريتا للتنقل داخل المجاري). اثناء يحقق رودي في الأمر يصطدم بـريتا، التي قررت بعد ذلك التعاون معه للهروب من سبايك ووايتي والفئران الأخرى. بعد الهروب من الفئران باستخدام الذخيرة والسرعة، ريتا تفقد السيطرة على الجيمي دودجر وتستطدم بالمنصة، حيث يُمسِكان بهما سبايك ووايتي ويأخذانهما إلى مخبأ الضفادع. حيث يتم حبسهم داخل الثلاجة بتهمة سرقة الياقوت الثمين. ومع ذلك، يهرب رودي وريتا ويأمر الضفدع أتباعه بمطاردة الهاربين.
يحاول روردي يائسًا اللحاق بـريتا، وتجنب سبايك ووايتي وأتباع الضفدع على طول الطريق. يصل رودري أخيراً للجسر ويقفز من الممشى هربا من أتباعه. هبط رودري على الجيمي رودجر، ولكن أُصيب بالتواء في ظهره. سمحت ريتا لرودجر بالبقاء على متن الجيمي رودجر. ثم يشكر رودجر ريتا وهو يتألم.
في وقت لاحق، عُينَ رودي بأنه «الشخص المختار» وطلب منه التحدث مع تشارلي وو، الذي يكلف رودي بمهمة إنقاذ، لإنقاذ دار الأيتام من الفيضانات. من أجل القيام بذلك، يجب عليه هو وريتا السفر عبر الجيمي رودجر. يصل رودري وريتا إلى الصرف المسدود وبمجرد أن يطلق رودري المنجنيق، يندفع الماء ويبدأ في التصريف بسرعة كبيرة، مما يعطي رودري وريتا إشارة أن مهمتهما قد نجحت، مما اسعد تشارلي وو. ثم، يعطي سوكتسيت رودي وظيفة أخرى: جمع جرة أخرى مليئة بالذباب.
عند استكشاف الكهوف، وجد رودي كهفًا أعمق، حيث صادف عنكبوتًا يريد أكله. يهزم رودي العنكبوت ثم يسترجعُ سيفًا جديدًا، وهو إشارة إلى فيلم ديزني ذا سيف إن ذا ستون . بعد بضع مهام جانبية، من سوكيتسيت وتشاري وو، غامر رودري عبر ليتل سوهو وتشاينا تاون، لإكمال مهامه الجانبية. اثناء مغامرة رودي وريتا على الجيمي رودجر، يسمعون الكثير من الهتاف والصراخ. اتضح أن إنجلترا وصلت إلى نهائيات كأس العالم وأن الفئران تنزل إلى ليتل سوهو لتثير الشغب. بعد مواجهة مثيري الشغب، وجد رودي بابًا مسدودًا بصناديق خشبية ومعدنية. في النهاية، بعد حل اللغز وفتح الباب، يمكن لكل من رودري وريتا مواصلة رحلتهم. ومع ذلك، وجدوا أن المشجعين قرروا خوض معركة تسمى «حصار القلعة». لكي تفوز إنجلترا، يجب إزالة أعلام ألمانيا. انتصرت إنجلترا وخسرت ألمانيا، لذا يواصل رودي وريتا رحلتهما.
اثناء رحلتهما واجهوا الضفدع لي وأتباعه. اسرعت ريتا بالجيمي رودجر واصدمت بالرصيف مسقطتاً لي واتباعه. انقسم لي وأتباعه، وكذلك رودي وريتا. يواجه رودي لي ثم يهزمه. عند المغادرة، ينهض لي ويحاول مواجهة رودري مرة أخرى، ولكن يقطع رودري الحبل المربوط بالثرية لتسقط على لي. عندما يغادر رودي وريتا، يتم القبض عليهم من قبل سبايك ووايتي ويتم اصطحابهم إلى مخبأ الضفدع.
بمجرد وصولهم إلى مخبأ الضفدع، يخبر الضفدع رودي وريتا بأعظم خطة له لطرد جميع القوارض، بموجة عملاقة، عن طريق فتح باب الفيضان. ومع ذلك، سرعان ما أخبر رودي وريتا الضفدع أنه يتم استخدام آلاف المراحيض في لندن، حيث يشاهد الكثير من الناس كرة القدم على التلفزيون. عندما يحين وقت الأستراحة (مابين الشوطين)، يذهب الكثير من الناس إلى دورات المياه، ويتخلصون من سوائلهم ثم ينثرونها في البالوعة. عندما تبدأ المراحيض في التدفق، سوف يتسبب ذلك في موجة ضخمة ستدمر المدينة التي تعيش فيها الفئران. غضب الضفدع بسبب كشف ريتا وردري عن خطته. فقام بركلهما من أعلى الجسر. لكن اِستطاعا التشبث ببعضهما البعض والهرب. أمر الضفدع أتباعه بمنع رودي وريتا من الهرب.
تحدث المعركة النهائية عندما يتوجب على رودري مراوغة أشياء قابلة للرمي لدى الضفدع، وذلك بضرب كل وحدة تحكم 3 مرات. بعد ذلك، يتوجب على ريتا مواجهة باري السمين والأمراة القاتله وتيد القاسي، باستخدام كل ما في وسعها لإضعافهم وتسهيل إصابتهم. كما أنها استخدمت بعض الأضواء، لتضعف نظر تيد القاسي. واستخدمت أيضاً الهواء الخارج من الفوهة لإستقاط شعر الأمراة القاتلة المستعار. بعد هزيمة الأتباع، كانت مهمة رودي وريتا الأخيرة هي هزيمة الضفدع. تستخدم ريتا الحبل المطاط في إضعاف الدعامات ويترك الضفدع معلقًا، ولسانه عالق في شيء ما، حيث يتم هزيمته. بعد ذلك، يسأل رودي ريتا عما إذا كانت بحاجة إلى رفيق أول (الضابط الثاني في القيادة لربان السفينة)، وهو ما أجبر ريتا على الهرب. ومع ذلك، يجري رودي خلفها ويهبط بشكل مثالي على الجيمي رودجر. بقدرة ريتا المثالية على التحكم بالجيمي، تسرع ريتا ليسقط رودجر. ومع ذلك، تخبر ريتا رودي بعد ذلك أنه يمكن أن يكون القبطان، كل يوم. مع تلاشي الشاشة، تظهر الكلمات «النهاية» مع علامة استفهام في نهايتها، في منتصف الشاشة، وتنهي اللعبة على نهاية مشوقة (مصطلح يستعمل في الأعمال الروائية كنوع من النهايات المفتوحة بهدف خلق عنصر التشويق والتوقعات القوية لدى القارئ أو المشاهد)
تلقت اللعبة «مراجعات سلبية بشكل عام» على جميع المنصات وفقًا لمجمع مراجعة ألعاب الفيديو (نظام يجمع مراجعات المنتجات والخدمات مثل الأفلام والكتب وألعاب الفيديو والبرامج والأجهزة والسيارات) وميتاكريتيك. في اليابان، أعطى فاميتسو نسخة DS درجة واحدة وخمسة وستة وخمسين، ليصبح المجموع 21 من أصل 40.
على الرغم من المراجعات السلبية، فازت اللعبة في عام 2006 بجائزة آني لأفضل لعبة فيديو متحركة.

## وصلات خارجية
- المنفي على موبي غيمز
- المنفي على موبي غيمز
- المنفي على موبي غيمز